# Ralph Bissainthe
Ralph Bissainthe (North Miami, 29 maart 1999) is een Amerikaans basketballer.

## Carrière
Bissainthe speelde collegebasketbal voor de UIC Flames van 2017 tot 2019 vervolgens voor de FSW Buccaneers in het seizoen 2019/20 om daarna te gaan spelen voor de Central Michigan Chippewas tot 2022. In 2022 werd hij profbasketballer en tekende hij in de Zweedse competitie bij KFUM Nässjö maar vertrok er in december 2022. In februari 2023 tekende hij in de Britse competitie bij Plymouth City Patriots als vervanger van de vertrokken Markedric Bell.
In september 2023 tekende hij bij het Kroatische KK Alkar Sinj maar in december 2023 stapte hij al over naar het Belgische Leuven Bears. Bij de Bears moest hij zijn debuut lange tijd uitstellen door aanslepende administratieve problemen. Uiteindelijk geraakte de papieren niet in orde en keerde hij terug naar de Verenigde Staten. Hij tekende daarop bij het Australische Eltham Wildcats in april 2024.
Hij tekende in september 2024 bij het Oostenrijkse BC Vienna en speelde bij de club tot begin november 2024.